# Aliaa Magda Elmahdy

Stencil, der Aliaa Magda Elmahdy nach ihrem Selbstporträt darstellt

Aliaa Magda Elmahdy (arabisch علياء المهدي; alternative Schreibweise Al-Mahdy, auch Alia al-Mahdi; * 16. November 1991) ist eine ägyptische Bloggerin, Femen-Aktivistin, Feministin und Teilnehmerin der Jugendbewegung des 6. April. Sie studiert Filmwissenschaften und lebt in Schweden.

## Aktivitäten
Sie wurde dadurch bekannt, dass sie im November 2011 Fotos auf ihrem Blog veröffentlichte, auf denen sie – bis auf rote Schuhe und halterlose Strümpfe – nackt zu sehen war.
Sie beschrieb die Fotos als „Schreie gegen eine Gesellschaft voller Gewalt, Rassismus, Sexismus, sexueller Belästigung und Heuchelei“.
Die Fotos erschütterten ganz Ägypten, da sie stark an gesellschaftlichen Konventionen rüttelten. Daraufhin wurde Elmahdy mit einem Shitstorm an Todesdrohungen überhäuft und entkam einer versuchten Vergewaltigung. Elmahdy erhielt weltweit Unterstützung aus feministischen Kreisen, sehr wenig Unterstützung erhielt sie jedoch von der ägyptischen Linken, die schlechte Publicity befürchtete. In Israel versammelten sich ungefähr 40 Frauen nackt zu einem Gruppenfoto, um Elmahdy zu unterstützen.
Elmahdy rief nach der Veröffentlichung ihres Selbstporträts dazu auf, ihr weitere Protestfotos zu schicken, die sie auf ihrem Blog veröffentlichte.
Im März 2012 verließ sie Ägypten, nachdem sie zu einem Kongress in Stockholm eingeladen worden war. Sie berichtete davon, Todesdrohungen erhalten zu haben und entführt worden zu sein. In Schweden kooperierte sie mit Femen bei einer religionskritischen Aktion, in der sie und zwei weitere Aktivistinnen am 20. Dezember 2012 vor der ägyptischen Botschaft in Stockholm ihren Körper entblößten. Auf Aliaas Körper stand der Schriftzug „Sharia is not a Constitution“, sie hielt einen Koran vor ihre Hüfte und hatte eine ägyptische Flagge umgehängt. Eine weitere Aktion führte sie im Juni 2013 mit zwei anderen Femenaktivistinnen in einer Stockholmer Moschee durch.
Im August 2014 veröffentlichte Elmahdy zusammen mit Femen ein Bild, auf dem sie mit einer anderen Aktivistin auf die Flagge der Terrororganisation Islamischer Staat menstruiert und ihren Stuhlgang verrichtet.

## TV-Reportage
- Pierre Toury, Sid Ahmed Hammouche & Patrick Vallélian: Ägypten: Ihr Akt gegen die Scharia. In: Arte. 2013